# Martin Atkinson
Martin Atkinson, né le 31 mars 1971 à Bradford, est un arbitre anglais de football. Il débute en 2004 en première division anglaise et est international depuis 2006. En 2015, il arbitre la finale de la Ligue Europa. 

## Carrière
Il a arbitré de nombreux matchs en Premier League, en Ligue Europa et en Ligue des champions. Il a également arbitré des matchs internationaux dont des matchs de qualification pour la Coupe du monde 2010 et 2014 et pour l'Euro 2008, 2012 et 2016.
Il a arbitré plusieurs finales :
- Le Community Shield 2006
- Le FA Trophy 2008
- La Coupe d'Angleterre 2011
- La Coupe de la Ligue anglaise 2014